# Гуситські війни
Гуси́тські ві́йни — війни прихильників чеського церковного реформатора Яна Гуса проти очільника Священної Римської імперії й католицької церкви.

## Причини
У 1414 році засновник гуситського руху Ян Гус був викликаний на Констанцький собор. Він вирушив туди, маючи при собі охоронну грамоту, яка була йому видана імператором Священної Римської імперії Сигізмундом I. Папа Римський не взяв до уваги охоронну грамоту. На соборі Яна Гуса навіть не стали слухати. Його звинуватили в єресі, заарештували й спалили в Констанці в 1415 році. Та ж доля спіткала і його учня, Ієроніма Празького в 1416 році.
Таким чином, гуситський рух, який розгорнувся в цей час в Богемії, втратив свого лідера. У відповідь на розправу з Яном Гусом по всій Чехії прокотилися заворушення. Шляхта в різкій формі направила протест Констанцському собору. Народні проповідники в Чехії почали по-своєму інтерпретувати вчення Гуса, надаючи йому більш радикальну спрямованість, у своїх проповідях зближуючи Гуса з радикально налаштованим Ієронімом Празьким.

## Початок воєнних дій

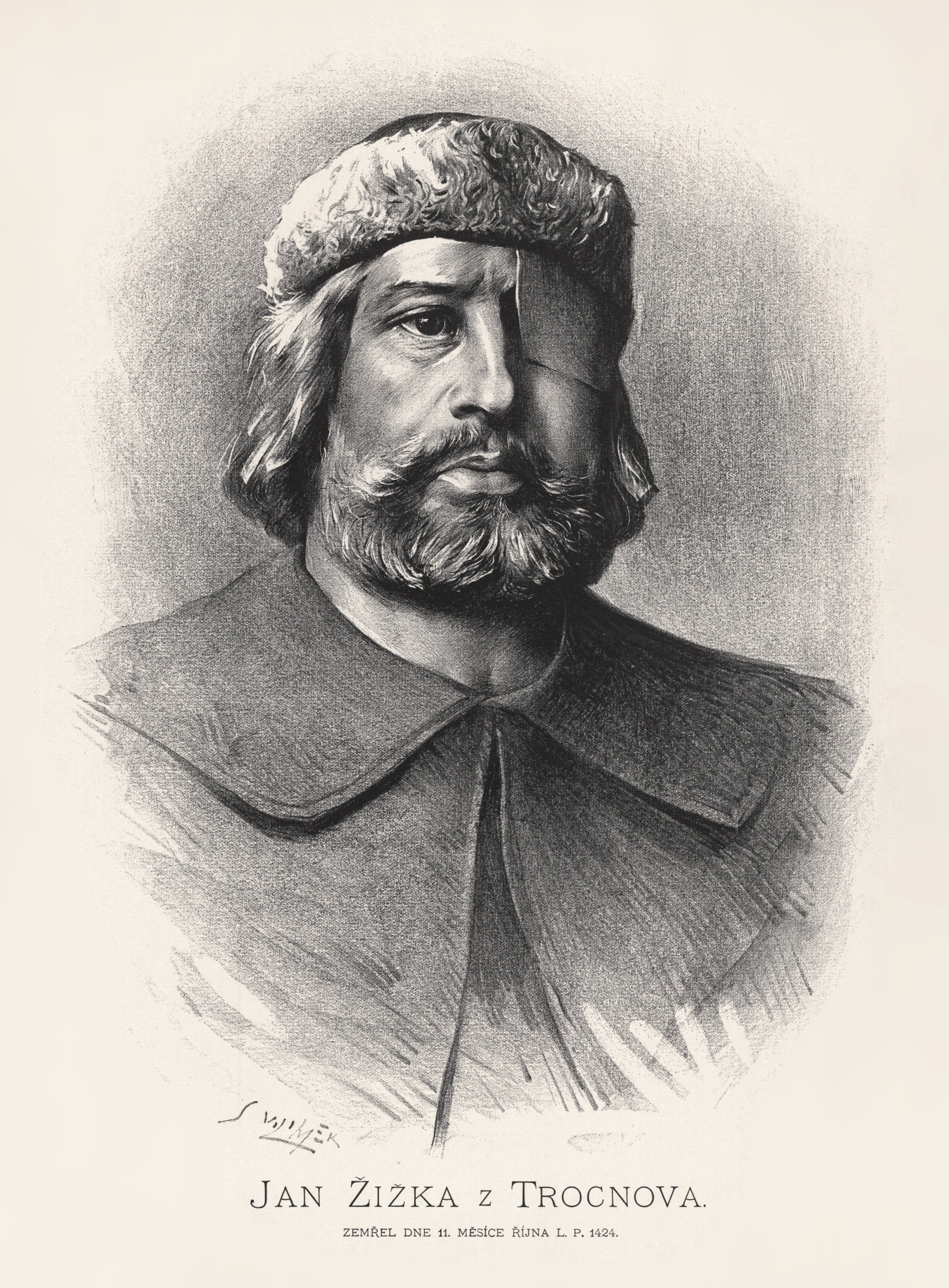
Ян Жижка (портрет Яна Вілімека)

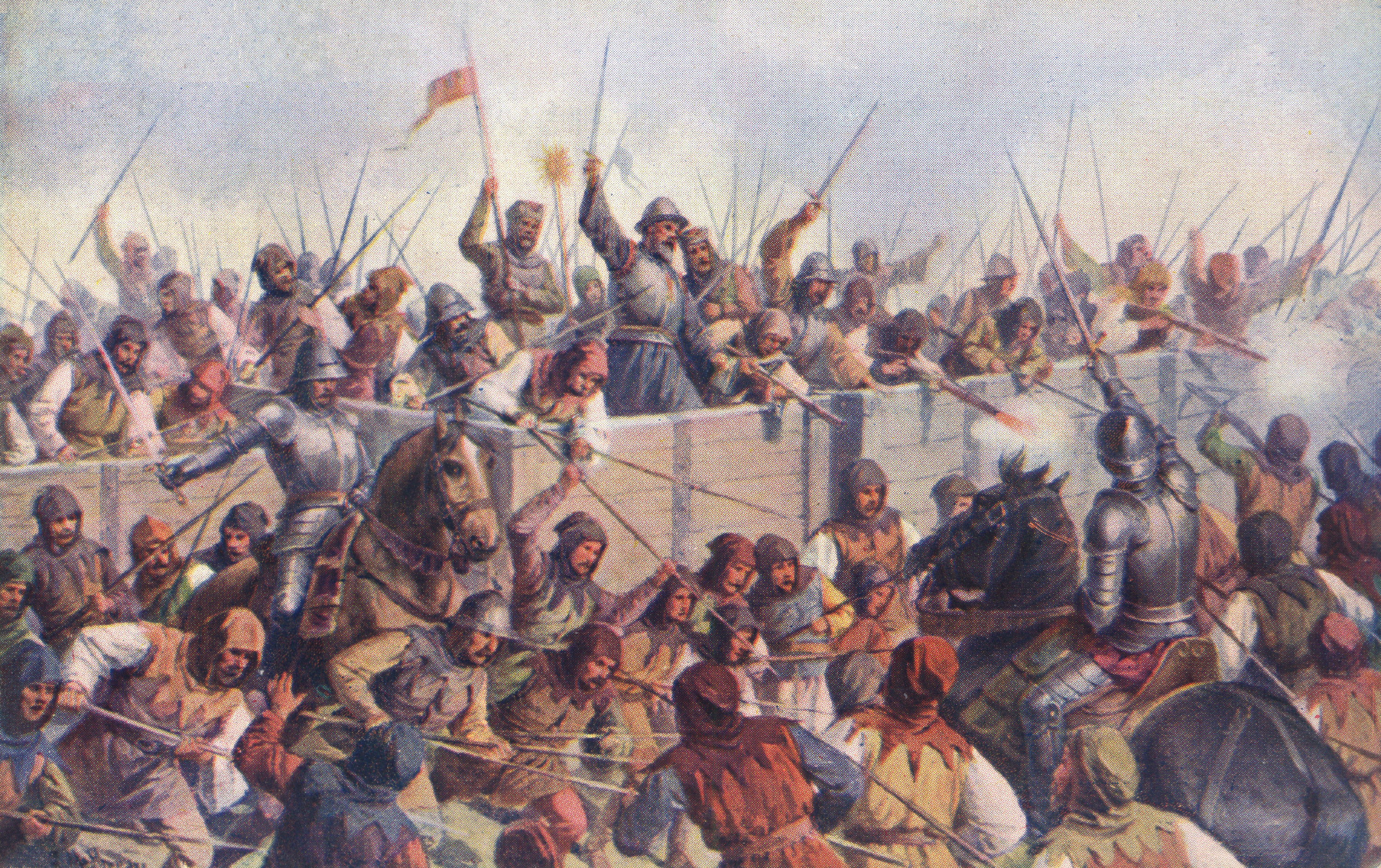
Гусити в битві при Липанах (картина Йозефа Матхаузера)

Вже після смерті Яна Гуса, на горі Табор зібралося кілька десятків тисяч селян, і влітку 1419 року починається збройна боротьба гуситів і католиків. У столиці Чехії, Празі, підіймається міський плебс. Кожного місяця в повстання втягувалися нові й нові міста і села Чехії. В одних містах гусити здобували перемогу, в інших зазнавали поразки від католиків, в третіх перемагав пронімецький патриціат. У цей час відбувається подія, яка змінила хід гуситського повстання — помирає король Чехії Вацлав IV (1361—1419), і королем Чехії був оголошений його брат — імператор Священної Римської імперії Сигізмунд I Люксембург (1419—1421). Але Чехія не прийняла Сигізмунда, і в кінці 1419 по країні прокочується нова хвиля повстань. У 1420 році Папа Римський оголошує Хрестовий похід проти гуситів, на чолі якого став імператор Сигізмунд I. До Чехії вдираються німецькі хрестоносці. Тоді в околицях Праги гусити під керівництвом полководця Яна Жижки (1360—1424) вступають в бій з німецькими хрестоносцями й здобувають перемогу.

## Чашники і таборити
Із самого початку в гуситському русі виділилися два крила — помірні чашники й радикальні таборити (за назвою гори й міста Табор у Південній Чехії). Чашників підтримували шляхта й бюргерство північної Чехії. Бідніше південночеське бюргерство й шляхта становило основу таборитів, яким симпатизували селяни. Таборити створили громади, за прикладом ранніх християн. Вони мали спільне майно й проповідували християнський аскетизм.

## Озброєння таборитів
У таборитів з'явилася нова грізна зброя — окутий залізом важкий бойовий ціп, «молотило», один удар якого збивав з коня лицаря у повному озброєнні. Для цієї ж мети служили довгі списи з гаками, запозичені у фландрських ополченців. Володіли гусити й вогнепальною зброєю — бомбардами й аркебузами. Нижчою тактичною одиницею був «ваген» (віз). У неї входило десять осіб, що їздили в одному возі: чотири молотники-ціпники, один їздовий і п'ять пікінерів, лучників, арбалетників або аркебузирів.

## Хрестові походи проти гуситів
Нечисленні прихильники Габсбургів і католицької церкви в Чехії стали табором біля Кутної Гори. Для їхньої підтримки римський папа оголосив 1 березня 1420 року хрестовий похід проти єретиків-гуситів. Імператор Сигізмунд зібрав у Сілезії військо з німецьких, польських і угорських лицарів, а також з піхоти, що становило ополчення сілезьких міст та італійських найманців. Наприкінці квітня його армія вдерлась у Чехію й рушила на з'єднання із захисниками Кутної Гори. У цей час на південному кордоні Чехії австрійські й баварські загони ще тільки готувалися до бою, а на північно-західному кордоні зосереджували війська із Бранденбурга, Пфальца, Трира, Кельна й Майнца.
Наприкінці травня Сигізмунд вступив у Кутну Гору й зажадав, щоб жителі Праги зняли облогу міської цитаделі, де засіли королівські солдати. Пражани послали гінців у Табор за допомогою. 9000 таборитів під командуванням Жижки прибули під Прагу. Лицарі атакували їх на поході, але були відбиті вогнем бомбард та імпровізованим вагенбургом лучників і аркебузирів. 20 травня Жижка вступив у Прагу й прийняв командування над всією гуситською армією. Сигізмунд підійшов до Праги зі сходу, але атакувати ворога не зважився й 25 травня відступив.
Тоді Жижка вирішив взяти празьку фортецю. Але її захисники вогнем з бомбард знищили облогові машини й бомбарди гуситів. Наступ захлинувся. Незабаром до Праги, цього разу із заходу, підійшов Сигізмунд. Йому вдалося провести у фортецю великий обоз із продовольством і вивести звідти кілька сотень коней, для яких в обложених не було фуражу.
Наприкінці червня загін німецьких лицарів і піхоти взяв в облогу Табір. З півдня до цього міста підходило військо австрійського герцога. Але загін, посланий Жижкою із Праги, раптово атакував супротивника з тилу, а гарнізон Табора зробив вилазку. Загін, що тримав у облозі місто, було розбито.
Після цього Сигізмунд наказав австрійцям іти до Праги. Тут на Витковій горі 14 липня 1420 року відбувся вирішальний бій гуситів і хрестоносців. Якби армія Сигізмунда оволоділа цією горою, Прага виявилася б у блокаді. Однак лицарям не вдалося перебороти рів, виритий на схилі гори, а контратака піхоти на чолі з Жижкою відкинула їх до підніжжя. У цей час у фланг війська Сигізмунда вдарило празьке ополчення. Армія хрестоносців відступила. Хоча вона й не зазнала великої поразки, а лише дрібну тактичну невдачу, між провідниками хрестоносців почалися розбрати. Тому 30 липня 1421 року Сигізмунд змушений був зняти облогу Праги. У листопаді його військо зазнало поразки під Вишеградом, і вся Чехія й Моравія опинилися в руках гуситів.
Восени 1421 роки загострилися розбіжності між таборитами й чашниками. Єдине гуситське військо фактично розпалося. Скориставшись цим, Сигізмунд почав другий хрестовий похід у Чехію. У вересні 1421 року хрестоносці взяли в облогу місто Жатець (Заац) неподалік від угорського кордону.
Жижці вдалося із загоном таборитів прорвати кільце облоги й провести в місто обоз із продовольством. Однак контратака польських і угорських лицарів змусила таборитів відступити до Праги.
Жижка зайняв оборонну позицію на горі Владар недалеко від міста Жлутець. Таборити побудували вагенбург, у якому встановили бомбарди. Протягом трьох днів польські й угорські лицарі атакували таборитів, але були відбиті артилерійським вогнем і ціпами. Після цього армія Жижки змогла прорватися в Жлутець. Незабаром хрестоносці, що мали труднощі з постачанням, покинули Чехію.
Наприкінці року вони знову вдерлись в країну й дійшли до Кутної Гори. Там армію Сигізмунда зустріло військо таборитів. На той час Жижка в одному з боїв втратив друге око й повністю осліп, що, однак, не заважало йому командувати. Сигізмундові вдалося захопити Кутну Гору, але 8 січня 1422 року він зазнав поразки в Габрі. Таборити перекинули лицарів і переслідували їх до міста Німецький Брід. При переправі через ріку Сазава деякі лицарі провалилися під лід і потонули. У руки таборитів потрапив кинутий на березі обоз. Через два дні вони опанували Німецьким Бродом. Через кілька місяців потому на допомогу гуситам прибув загін з-поміж православних підданих Великого Князівства Литовського, які боролися проти скатоличення своєї країни. Вісім років разом з таборитами вони билися проти польських, німецьких і угорських військ.
У 1423 році велике військо таборитів вступило у Моравію й Угорщину. У середині жовтня воно вийшло до Дунаю між Комарно й Естергомом. Тут гуситів зустріла численна угорська армія. Жижка не зважився вступити з нею в бій і наказав відступити. Угорці переслідували чехів, обстрілюючи супротивника з бомбард. Таборити зазнали втрат, однак основна частина війська змогла відступити до Чехії.
Невдача угорського походу сприяла загостренню розбіжностей між таборитами й чашниками. 7 червня 1424 року дві фракції гуситів зійшлися в бою біля міста Малешов. Чашники зазнали поразки завдяки раптовій контратаці таборитської кінноти. Крім того, таборити пустили схилом гори вози, що врізалися в ряди чашників і викликали там сум'яття. Таким чином, Жижка знову об'єднав під своїм командуванням усе гуситське військо. Однак 11 жовтня 1424 року він помер від чуми. Епідемія послабила чеське військо, і воно змушене було відмовитися на час від нових походів у сусідні землі.
У 1425 році почався третій хрестовий похід у Чехію. Головну роль відігравало австрійське військо на чолі з ерцгерцогом Альбрехтом II. У Моравії воно зазнало поразки від спадкоємця Жижки Прокопа Великого, що став гетьманом таборитів, і відступило до Австрії. Наступного року чеська армія взяла в облогу Усті-над-Лабою (Ауссіг), захоплений саксонськими військами. Прокіп Великий, чия армія складалася із загонів таборитів і празького ополчення, мав під командою 25 тисяч вояків. Для деблокади Ауссига рушило військо Саксонського, Майсенського й Тюринзького князівств, що нараховувало 15 000—20 000 осіб. Німці атакували чеський вагенбург, що складався з 500 возів, і в одному місці вдерлися в нього. Але таборитська кіннота зробила вилазку й відкинула ворога. Німці відступили, втративши до 4000 вояків.
Четвертий хрестовий похід проти гуситів у 1427 році очолив курфюрст Бранденбургу Фрідріх I. Прокіп Великий та другий гуситський гетьман Прокіп Малий, своєю чергою, вдерлись в Австрію, завдавши біля Тахова поразки армії австрійського ерцгерцога. Потім, в 1428—1430 роках, вони неодноразово вдиралися в Саксонію й Сілезію та навіть брали в облогу Відень, щоправда, без успіху.
У 1431 році імперський сейм у Нюрнберзі ухвалив організувати п'ятий хрестовий похід у Чехію. Німецькі князівства виставили 8200 кінних лицарів і значне число піхоти, підкріпленої 150 бомбардами. У серпні біля чеського кордону армія хрестоносців під командуванням Фрідріха Бранденбурзького була раптово атакована в таборі біля Домажлице гуситами й утекла, кинувши обоз і артилерію.
В 1432—1433 роках чеське військо почало великий похід проти Бранденбурга й дійшло до балтійського порту Кюстрін. Але тим часом Сигізмундові вдалося домовитися із чашниками. В обмін на підтвердження колишніх прав і привілеїв та обіцянку віротерпимості вони готові були визнати владу імператора. 1434 року чашники розгромили в битві під Липанами основні сили таборитів. У цьому бою загинули гетьмани Прокіп Великий та Прокіп Малий. 1436 року Чехія прийняла католицького короля Владислава Люксембуржця.
Успіхи гуситів пояснювалися їхньою згуртованістю на противагу роздробленим силам їхніх супротивників — Польщі, Угорщини, австрійського герцогства й німецьких князівств, лише номінально об'єднаних під верховенством німецького імператора. Однак сил Чехії не вистачало для завоювання й утримання територій сусідніх держав і повного розгрому армій хрестоносців. Зрештою помірна частина гуситів пішла на компроміс з імперією й церквою, що й привело до закінчення війни, що не принесла, по суті, яких-небудь значних результатів жодній зі сторін, але ґрунтовно спустошила Центральну Європу.

## Відображення в культурі
Про події в період Гуситських війн польським письменником-фантастом Анджеєм Сапковським написана «Трилогія гуситська». Також вони згадуються у романі Жорж Санд «Графиня Рудольштадт».